# Connecticut Open

Логотип турніру в 2005-2010 роках

Connecticut Open, раніше Pilot Pen Tennis — професійний тенісний турнір. Проводиться щорічно на відкритих хардових кортах Тенісного центру Cullman-Heyman в Нью-Гейвені, Коннектикут, США, напередодні Відкритого чемпіонату США. До 2010 року відбувався чоловічий турнір, з 2011 — тільки жіночий. Від 2009 року має статус турніру прем'єрного рівня з призовим фондом 776 тисяч доларів і турнірною сіткою, розрахованою на 30 учасниць в одиночному розряді і 16 пар.

## Історія
Жіночий турнір
1948 року вперше організовано Чемпіонат США на твердих кортах серед жінок (англ. US Women's Hard Court Championships), перші три роки проводився в містах Каліфорнії паралельно з чоловічим Чемпіонатом Тихоокеанського узбережжя. Потім турнір часто міняв не лише місто, а й штат,  проте, переважно залишався в Каліфорнії. У 1970 році, невдовзі після початку Відкритої ери в тенісі, турнір скасували, а відновили тільки в 1988 року. Тоді він одразу став частиною реформованого WTA-туру в ранзі турніру IV категорії. Перші кілька розіграшів відродженого чемпіонату пройшли на кортах Сан-Антоніо (Техас), після чого, змінивши за короткий строк три місця і піднявшись до рівня II категорії, турнір з 1998 року влаштувався в Нью-Гейвені з новим титульним спонсором, компанією Pilot Corporation.
Чоловічий турнір
Чоловічий професійний турнір Volvo International вперше відбувся 1973 року в Бреттон-Вудз (Нью-Гемпшир). Протягом десяти років від 1975 року турнір проходив у місті Норт-Конвей у тому самому штаті, потім п'ять років у Страттон-Маунтін (Вермонт) і, нарешті, в 1990 році переїхав до Нью-Гейвена, де став частиною реформованого ATP-туру як турнір середньої категорії, ATP Championship Series. Контракт з фірмою Volvo залишався в силі до 1996 року, а потім роль спонсора взяла на себе компанія Pilot. Однак після того, як в 1998 році до Нью-Гейвена перенесли також і жіночий турнір, спонсором якого стала та ж фірма, проведення чоловічого турніру було припинено.
Спільний турнір
2005 року Тенісна асоціація США викупила у Нью-Йорка права на чоловічий тенісний турнір базової категорії ATP International, що проводився там під егідою банку Toronto-Dominion. Турнір перенесли до Нью-Гейвена і сумістили за часом проведення з жіночим турніром, утворивши перший спільний турнір літнього сезону в Північній Америці, який повинен був стати фінальним турніром створеної за рік до того US Open Series перед початком Відкритого чемпіонату США. Спонсором обох турнірів з цього моменту є компанія Pilot.
2009 року внаслідок реформи турнірних сіток обох професійних турів і чоловічий, і жіночий турнір отримали нову категорію, яка приблизно відповідала їхньому попередньому місцю в ієрархії турів.
Після закінчення сезону 2010 року організатори відмовилися від проведення чоловічого турніру, посилаючись на брак фінансування після відходу титульного спонсора. Чоловічий турнір перенесли до Вінстон-Сейлема, а жіночий 2011 року заручився спочатку підтримкою влади міста, а потім - штату.

## Переможниці та фіналісти від початку Відкритої ери
Від початку Відкритої ери трьом учасницям турніру вдалося виграти його по чотири рази; це зробили Штеффі Граф, Вінус Вільямс, Кароліна Возняцкі і Ліза Реймонд, при цьому Вільямс і Возняцкі перемагали по чотири рази поспіль. У чоловіків з початку існування турніру по чотири перемоги в ньому здобули також двоє: Джиммі Коннорс (три перемоги в одиночному розряді і одна в парах) і Браян Готтфрід (всі чотири рази в парному розряді). 1980 року Коннорс виграв  і одиночний, і парний титули.

## Фінали

### Чоловіки. Одиночний розряд
| Місце                    | Рік  | Чемпіонки          | Фіналістки        | Рахунок             |
| ------------------------ | ---- | ------------------ | ----------------- | ------------------- |
| Нью-Гейвен               | 2010 | Сергій Стаховський | Денис Істомін     | 3–6, 6–3, 6–4       |
| Нью-Гейвен               | 2009 | Фернандо Вердаско  | Сем Кверрі        | 6–4, 7–6(8–6)       |
| Нью-Гейвен               | 2008 | Марин Чилич        | Марді Фіш         | 6–4, 4–6, 6–2       |
| Нью-Гейвен               | 2007 | Джеймс Блейк       | Марді Фіш         | 7–5, 6–4            |
| Нью-Гейвен               | 2006 | Микола Давиденко   | Агустін Кальєрі   | 6–4, 6–3            |
| Нью-Гейвен               | 2005 | Джеймс Блейк       | Фелісіано Лопес   | 3–6, 7–5, 6–1       |
| Long Island              | 2004 | Ллейтон Г'юїтт     | Луїс Орна         | 6–3, 6–1            |
| Long Island              | 2003 | Парадорн Шрічапхан | Джеймс Блейк      | 6–2, 6–4            |
| Long Island              | 2002 | Парадорн Шрічапхан | Хуан Ігнасіо Чела | 5–7, 6–2, 6–2       |
| Long Island              | 2001 | Томмі Гаас         | Піт Сампрас       | 6–3, 3–6, 6–2       |
| Long Island              | 2000 | Магнус Норман      | Томас Енквіст     | 6–3, 5–7, 7–5       |
| Long Island              | 1999 | Магнус Норман      | Алекс Корретха    | 7–6(7–4), 4–6, 6–3  |
| Long Island              | 1998 | Патрік Рафтер      | Фелікс Мантілья   | 7–6(7–3), 6–2       |
| Long Island              | 1997 | Карлос Моя         | Патрік Рафтер     | 6–4, 7–6(7–1)       |
| Long Island              | 1996 | Андрій Медведєв    | Мартін Дамм       | 7–5, 6–3            |
| Long Island              | 1995 | Євген Кафельников  | Ян Сімерінк       | 7–6(7–0), 6–2       |
| Long Island              | 1994 | Євген Кафельников  | Седрік Пйолін     | 5–7, 6–1, 6–2       |
| Long Island              | 1993 | Марк Россе         | Майкл Чанг        | 6–4, 3–6, 6–1       |
| Long Island              | 1992 | Петр Корда         | Іван Лендл        | 6–2, 6–2            |
| Long Island              | 1991 | Іван Лендл         | Стефан Едберг     | 6–3, 6–2            |
| Long Island              | 1990 | Стефан Едберг      | Горан Іванишевич  | 7–6, 6–3            |
| Long Island (exhibition) | 1989 | Іван Лендл         | Мікаель Пернфорс  | 4–6, 6–2, 6–4       |
| Long Island (exhibition) | 1988 | Андре Агассі       | Яннік Ноа         | 6–3, 0–6, 6–4       |
| Long Island (exhibition) | 1987 | Юнас Свенссон      | Девід Пейт        | 7–6, 3–6, 6–3       |
| Long Island (exhibition) | 1986 | Іван Лендл         | Джон Макінрой     | 6–2, 6–4            |
| Long Island (exhibition) | 1985 | Іван Лендл         | Джиммі Коннорс    | 6–1, 6–3            |
| Long Island (exhibition) | 1984 | Іван Лендл         | Андрес Гомес      | 6–2, 6–4            |
| Long Island (exhibition) | 1983 | Джін Меєр          | Гайнц Ґюнтгардт   | 6–7(9–11), 6–4, 6–0 |
| Long Island (exhibition) | 1982 | Джін Меєр          | Йохан Крік        | 6–2, 6–3            |
| Long Island (exhibition) | 1981 | Браян Тічер        | Яннік Ноа         | 4–6, 6–3, 6–4       |

### Жінки, одиночний розряд
| Місце            | Рік           | Чемпіонка                 | Фіналістка                 | Рахунок            |
| ---------------- | ------------- | ------------------------- | -------------------------- | ------------------ |
| Нью-Гейвен       | 2018          | Орина Соболенко           | Карла Суарес Наварро       | 6–1, 6–4           |
| Нью-Гейвен       | 2017          | Дарія Гаврилова           | Домініка Цібулкова         | 4–6, 6–3, 6–4      |
| Нью-Гейвен       | 2016          | Агнешка Радванська        | Еліна Світоліна            | 6–1, 7–6(7–3)      |
| Нью-Гейвен       | 2015          | Петра Квітова (3)         | Луціє Шафарова             | 6–7(6–8), 6–2, 6–2 |
| Нью-Гейвен       | 2014          | Петра Квітова (2)         | Маґдалена Рибарікова       | 6–4, 6–2           |
| Нью-Гейвен       | 2013          | Симона Халеп              | Петра Квітова              | 6–2, 6–2           |
| Нью-Гейвен       | 2012          | Петра Квітова             | Марія Кириленко            | 7–6(11–9), 7–5     |
| Нью-Гейвен       | 2011          | Каролін Возняцкі (4)      | Петра Цетковська           | 6–4, 6–1           |
| Нью-Гейвен       | 2010          | Каролін Возняцкі (3)      | Надія Петрова              | 6–3, 3–6, 6–3      |
| Нью-Гейвен       | 2009          | Каролін Возняцкі (2)      | Олена Весніна              | 6–2, 6–4           |
| Нью-Гейвен       | 2008          | Каролін Возняцкі          | Анна Чакветадзе            | 3–6, 6–4, 6–1      |
| Нью-Гейвен       | 2007          | Світлана Кузнецова        | Агнеш Савай                | 4–6, 3–0 знялася   |
| Нью-Гейвен       | 2006          | Жустін Енен               | Ліндсі Девенпорт           | 6–0, 1–0 знялася   |
| Нью-Гейвен       | 2005          | Ліндсі Девенпорт (2)      | Амелі Моресмо              | 6–4, 6–4           |
| Нью-Гейвен       | 2004          | Олена Бовіна              | Наталі Деші                | 6–2, 2–6, 7–5      |
| Нью-Гейвен       | 2003          | Дженніфер Капріаті        | Ліндсі Девенпорт           | 6–2, 4–0 знялася   |
| Нью-Гейвен       | 2002          | Вінус Вільямс (4)         | Ліндсі Девенпорт           | 7–5, 6–0           |
| Нью-Гейвен       | 2001          | Вінус Вільямс (3)         | Ліндсі Девенпорт           | 7–6(6), 6–4        |
| Нью-Гейвен       | 2000          | Вінус Вільямс (2)         | Моніка Селеш               | 6–2, 6–4           |
| Нью-Гейвен       | 1999          | Вінус Вільямс             | Ліндсі Девенпорт           | 6–2, 7–5           |
| Нью-Гейвен       | 1998          | Штеффі Граф               | Яна Новотна                | 6–4, 6–1           |
| Стоун-Маунтін    | 1997          | Ліндсі Девенпорт          | Сандрін Тестю              | 6–4, 6–1           |
|                  | 1996          | Не проводився             | Не проводився              | Не проводився      |
| 1995             | Не проводився | Не проводився             | Не проводився              |                    |
| Стреттон-Маунтін | 1994          | Кончіта Мартінес (2)      | Аранча Санчес Вікаріо      | 4–6, 6–3, 6–4      |
| Стреттон-Маунтін | 1993          | Кончіта Мартінес          | Зіна Гаррісон              | 6–3, 6–2           |
| Сан-Антоніо      | 1992          | Мартіна Навратілова       | Наталі Тозья               | 6–2, 6–1           |
| Сан-Антоніо      | 1991          | Штеффі Граф (3)           | Моніка Селеш               | 6–4, 6–3           |
| Сан-Антоніо      | 1990          | Моніка Селеш              | Мануела Малеєва-Франьєр    | 6–4, 6–3           |
| Сан-Антоніо      | 1989          | Штеффі Граф (2)           | Анн Генрікссон             | 6–1, 6–4           |
| Сан-Антоніо      | 1988          | Штеффі Граф               | Катеріна Малеєва           | 6–4, 6–1           |
|                  | 1987 - 1970   | Не проводився             | Не проводився              | Не проводився      |
| Сакраменто       | 1969          | Елайза Годвін             |                            |                    |
| Ла-Хойя          | 1968          | Марина Годвін             |                            |                    |
| Сакраменто       | 1967          | Джейн Пічіз Барткович     |                            |                    |
| Ла-Хойя          | 1966          | Біллі Джин Кінг           | Патті Гоган Фордіс         | 7–5, 6–0           |
| Сакраменто       | 1965          | Розмарі Касалс            |                            |                    |
| Сакраменто       | 1964          | Кейті Гартер              |                            |                    |
| Ла-Хойя          | 1963          | Дарлін Гард               |                            |                    |
| Сіетл            | 1962          | Керол Генкс Окамп         |                            |                    |
| Ла-Хойя          | 1961          | Ненсі Річі                |                            |                    |
| Ла-Хойя          | 1960          | Кетрін Д. Чабот           |                            |                    |
| Денвер           | 1959          | Сандра Рейнолдс Прайс     |                            |                    |
| Ла-Хойя          | 1958          | Беверлі Бейкер Флейц (3)  |                            |                    |
| Ла-Хойя          | 1957          | Беверлі Бейкер Флейц (2)  |                            |                    |
| Ла-Хойя          | 1956          | Ненсі Чеффі Кайнер        |                            |                    |
| Ла-Хойя          | 1955          | Міріам Арнолд             |                            |                    |
| Солт-Лейк-Сіті   | 1954          | Беверлі Бейкер Флейц      |                            |                    |
| Солт-Лейк-Сіті   | 1953          | Аніта Кантер              |                            |                    |
| Сіетл            | 1952          | Мері Арнолд               |                            |                    |
| Солт-Лейк-Сіті   | 1951          | Патрісія Кеннінг Тодд (2) |                            |                    |
| Берклі           | 1950*         | Патрісія Кеннінг Тодд     | Магда Рурац                | 6–2, 6–1           |
| Сан-Франциско    | 1949*         | Доріс Гарт                | Дороті Гед Ноуд            | 6–3, 6–4           |
| Сан-Франциско    | 1948*         | Гертруда Моран            | Вірджинія Вольфенден Ковач | 2–6, 6–1, 6–2      |

- З 1948 до 1950, U.S. Women's Hardcourt Championships було об'єднано з Pacific Coast Championships.

### Парний розряд. Чоловіки
| Місце       | Рік  | Чемпіонки                          | Фіналістки                            | Рахунок       |
| ----------- | ---- | ---------------------------------- | ------------------------------------- | ------------- |
| Нью-Гейвен  | 2010 | Роберт Ліндстедт Горія Текеу       | Роган Бопанна Айсам-уль-Хак Куреші    | 6–4, 7–5      |
| Нью-Гейвен  | 2009 | Юліан Ноул Юрген Мельцер           | Бруно Соарес Кевін Ульєтт             | 6–4, 7–6(3)   |
| Нью-Гейвен  | 2008 | Марсело Мело Андре Са              | Магеш Бгупаті Марк Ноулз              | 7–5, 6–2      |
| Нью-Гейвен  | 2007 | Магеш Бгупаті Ненад Зімоньїч       | Маріуш Фирстенберг Марцін Матковський | 6–3, 6–3      |
| Нью-Гейвен  | 2006 | Джонатан Ерліх Енді Рам            | Маріуш Фирстенберг Марцін Матковський | 6–3, 6–3      |
| Нью-Гейвен  | 2005 | Гастон Етліс Мартін Родрігес       | Ражів Рам Боббі Рейнольдс             | 6–4, 6–3      |
| Long Island | 2004 | Антоні Дюпюї Мікаель Льодра        | Їв Аллегро Міхаель Кольманн           | 6–2, 6–4      |
| Long Island | 2003 | Роббі Куніґ Мартін Родрігес        | Мартін Дамм Цирил Сук                 | 6–3, 7–6      |
| Long Island | 2002 | Магеш Бгупаті Майк Браян           | Петр Пала Павел Візнер                | 6–3, 6–4      |
| Long Island | 2001 | Джонатан Старк Кевін Ульєтт        | Леош Фридль Радек Штепанек            | 6–1, 6–4      |
| Long Island | 2000 | Джонатан Старк Кевін Ульєтт        | Ян-Майкл Гембілл Скотт Гамфріс        | 6–4, 6–4      |
| Long Island | 1999 | Олів'є Делетр Фабріс Санторо       | Ян-Майкл Гембілл Скотт Гамфріс        | 7–5, 6–4      |
| Long Island | 1998 | Хуліан Алонсо Хав'єр Санчес        | Брендон Коуп Дейв Ренделл             | 6–4, 6–4      |
| Long Island | 1997 | Маркос Ондруска Давід Пріносіл     | Марк Кейл Т. Дж. Міддлтон             | 6–4, 6–4      |
| Long Island | 1996 | Люк Єнсен Мерфі Єнсен              | Гендрік Дрікманн Олександр Волков     | 6–3, 7–6      |
| Long Island | 1995 | Цирил Сук Даніель Вацек            | Рік Ліч Скотт Мелвілл                 | 5–7, 7–6, 7–6 |
| Long Island | 1994 | Олів'є Делетр Гі Форже             | Ендрю Флорент Марк Петчі              | 6–4, 7–6      |
| Long Island | 1993 | Марк-Кевін Гелльнер Давід Пріносіл | Арно Боеч Олів'є Делетр               | 6–7, 7–5, 6–2 |
| Long Island | 1992 | Франсіско Монтана Грег Ван Ембург  | Джанлука Поцці Оллі Ранасто           | 6–4, 6–2      |
| Long Island | 1991 | Ерік Єлен Карл-Уве Стіб            | Даг Флек Дієго Наргісо                | 0–6, 6–4, 7–6 |
| Long Island | 1990 | Гі Форже Якоб Гласек               | Удо Ріглевскі Міхаель Штіх            | 2–6, 6–3, 6–4 |

### Парний розряд. Жінки
| Місце             | Рік           | Чемпіонки                                         | Фіналістки                                 | Рахунок               |
| ----------------- | ------------- | ------------------------------------------------- | ------------------------------------------ | --------------------- |
| Нью-Гейвен        | 2018          | Андреа Сестіні Главачкова Барбора Стрицова        | Сє Шувей Лаура Зігемунд                    | 6–4, 6–7(7–9), [10–4] |
| Нью-Гейвен        | 2017          | Габріела Дабровскі Сюй Їфань                      | Ешлі Барті Кейсі Деллаква                  | 3–6, 6–3, [10–8]      |
| Нью-Гейвен        | 2016          | Саня Мірза (3) Моніка Нікулеску                   | Катерина Бондаренко Чжуан Цзяжун           | 7–5, 6–4              |
| Нью-Гейвен        | 2015          | Юлія Гергес Луціє Градецька                       | Чжуан Цзяжун Лян Чень                      | 6–3, 6–1              |
| Нью-Гейвен        | 2014          | Андрея Клепач Сільвія Солер Еспіноза              | Марина Еракович Аранча Парра Сантонха      | 7–5, 4–6, [10–7]      |
| Нью-Гейвен        | 2013          | Саня Мірза (2) Чжен Цзє (2)                       | Анабель Медіна Гаррігес Катарина Среботнік | 6-3, 6-4              |
| Нью-Гейвен        | 2012          | Лізель Губер Ліза Реймонд (4)                     | Андреа Главачкова Луціє Градецька          | 4–6, 6–0, [10–4]      |
| Нью-Гейвен        | 2011          | Чжуан Цзяжун Ольга Говорцова                      | Сара Еррані Роберта Вінчі                  | 7–5, 6–2              |
| Нью-Гейвен        | 2010          | Квета Пешке Катарина Среботнік                    | Бетані Маттек-Сендс Меган Шонессі          | 7–5, 6–0              |
| Нью-Гейвен        | 2009          | Нурія Льягостера Вівес Марія Хосе Мартінес Санчес | Івета Бенешова Луціє Градецька             | 6–2, 7–5              |
| Нью-Гейвен        | 2008          | Квета Пешке Ліза Реймонд (3)                      | Сорана Кирстя Моніка Нікулеску             | 4–6, 7–5, [10–7]      |
| Нью-Гейвен        | 2007          | Саня Мірза Мара Сантанджело                       | Кара Блек Лізель Губер                     | 6–1, 6–2              |
| Нью-Гейвен        | 2006          | Янь Цзи Чжен Цзє                                  | Ліза Реймонд Саманта Стосур                | 6–4, 6–2              |
| Нью-Гейвен        | 2005          | Ліза Реймонд (2) Саманта Стосур                   | Хісела Дулко Марія Кириленко               | 6–2, 6–7(1), 6–1      |
| Нью-Гейвен        | 2004          | Надія Петрова Меган Шонессі                       | Мартіна Навратілова Ліза Реймонд           | 6–1, 1–6, 7–6(4)      |
| Нью-Гейвен        | 2003          | Вірхінія Руано Паскуаль Паола Суарес              | Алісія Молік Магі Серна                    | 7–6(6), 6–3           |
| Нью-Гейвен        | 2002          | Даніела Гантухова Аранча Санчес Вікаріо           | Татьяна Гарбін Жанетта Гусарова            | 7–6, 1–6, 7–5         |
| Нью-Гейвен        | 2001          | Кара Блек Олена Лиховцева                         | Єлена Докич Надія Петрова                  | 6–0, 3–6, 6–2         |
| Нью-Гейвен        | 2000          | Жюлі Алар-Декюжі Ай Суґіяма                       | Вірхінія Руано Паскуаль Паола Суарес       | 6–4, 5–7, 6–2         |
| Нью-Гейвен        | 1999          | Ліза Реймонд Ренне Стаббс                         | Олена Лиховцева Яна Новотна                | 7–6(1), 6–2           |
| Нью-Гейвен        | 1998          | Александра Фусаї Наталі Тозья                     | Маріан де Свардт Яна Новотна               | 6–1, 6–0              |
| Stone Mt.         | 1997          | Ніколь Арендт Манон Боллеграф                     | Александра Фусаї Наталі Тозья              | 6–7(5), 6–3, 6–2      |
|                   | 1996          | не проводився                                     | не проводився                              | не проводився         |
| 1995              | не проводився | не проводився                                     | не проводився                              |                       |
| Stratton Mountain | 1994          | Elizabeth Sayers-Smylie (2) Пем Шрайвер (3)       | Кончіта Мартінес Аранча Санчес Вікаріо     | 7–6(4), 2–6, 7–5      |
| Stratton Mountain | 1993          | Elizabeth Sayers-Smylie Гелена Сукова (2)         | Мануела Малєєва-Fragniere Мерседес Пас     | 6–1, 6–2              |
| San Antonio       | 1992          | Мартіна Навратілова Пем Шрайвер (2)               | Патті Фендік Andrea Strnadová              | 3–6, 6–2, 7–6(4)      |
| San Antonio       | 1991          | Патті Фендік Моніка Селеш                         | Джилл Гетерінгтон Кеті Ріналді             | 7–6(2), 6–2           |
| San Antonio       | 1990          | Кеті Джордан Elizabeth Sayers-Smylie              | Джиджі Фернандес Робін Вайт                | 7–5, 7–5              |
| San Antonio       | 1989          | Катріна Адамс Пем Шрайвер                         | Патті Фендік Джилл Гетерінгтон             | 3–6, 6–1, 6–4         |
| San Antonio       | 1988          | Лорі Макніл Гелена Сукова                         | Розалін Феербенк Гретхен Раш-Магерс        | 6–3, 6–7(5), 6–2      |